# Cionus meleagris
Cionus meleagris là loài côn trùng thuộc nhóm Bọ cánh cứng. Loài này được Marshall mô tả lần đầu tiên vào năm 1926.